# Parozodes pilosus
Parozodes pilosus är en skalbaggsart som beskrevs av Fuchs 1956. Parozodes pilosus ingår i släktet Parozodes och familjen långhorningar. Inga underarter finns listade i Catalogue of Life.